# اللغة الأمريكية (كتاب)

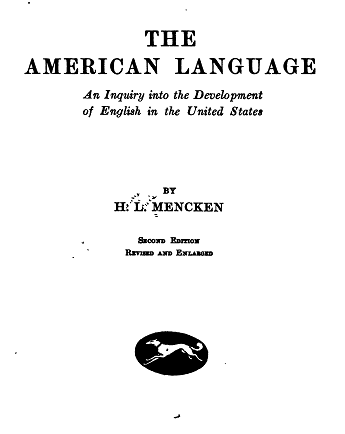
الصفحة الأولى لتعديل اللغة الامريكية لعام 1921

اللغة الأمريكية الشمالية هو كتاب مكتوب بواسطة منكن الذي تم نشرة عام 1919، موضوعه هو اللغة الإنجليزية التي يتم التحدث بها في الولايات المتحدة. كان مصدر إلهام منكن هو اعتمادة علي اللون في واشنطن مثل أيضا مارك توين وهو واحد من الكتاب المفضلين وفي خبرتة الخاصة في شوارع بالتيمور وماري لاند.
في عام 1902 كان منكن قد أعلن الكلمات الغريبة التي تستخدم من أجل تشكيل الولايات المتحدة. قد سبق لهذا الكتاب الظهور في عدة بنود في ذا إيفننج صن. ربما كان منكن يتسأل لماذا لا يوجد أحدا يحاول أن يكتب علم نحو بلغة الولايات المتحدة أو بالأنجليزية، مثل تحدث عدد كبير من الناس بطريقة مماثلة في هذة البلده؟ يعطي انطباع للذين يجاوبون علي سؤاله.
يتبع خطوات نواة ويبستر، الذي كتب أول قاموس للغة الإنجليزية الأمريكية، تمنى منكن أن يدافع عن الأمريكيين المستعمرين في نقد الإنجليز المنعزلين تماما عن الأمريكين مثل الانحرافات الهامشية التي تحدث مع اللغة الأم.
ضرب منكن القواعد الألزامية التي سنها النقاد ومعلمي اللغة الإنجليزية في الولايات المتحدة الأمريكية. ملخصه في شكل مماثل لطريقة سامويل جونسون في مقدمة معجمه الذي تتطور فية ه اللغة بشكل مستقل عن الكتب المدرسية.
على مدى 374 صفحة من كتابه الذي يناقش أصول الاختلافات الأمريكية الإنجليزية. أن انتشار هذه الاختلافات، لأسماء أمريكا الشمالية وخيرجا.
طبقا لمنكين، إن اللغة الأنجليزية الأمريكية هي الأكثر حيوية ونشاط مع نظريها البريطاني.
وتم بيع الكتاب بشكل جيد للغاية وفقا لمكانة منكن، في أول شهرين من إصدارة تم بيع حوالي 1400 نسخة. كان النقدالموجه للكتاب ممتعا وعلى وجه الخصوص إستيوارت شيرمان، الذي يعد منافسا قديما لمنكن. تم تجميع الكثير من المصادر والمادة البيبليوجرافية متعلقة بالكتاب في مجموعة منكن في مكتبة إينوك برات الحرة في بالتيمور، ماريلاند.